# Abu-Múslim
Abu-Múslim Abd-ar-Rahman ibn Múslim al-Khurassaní (persa: ابو مسلم خراسانى; àrab: أبو مسلم عبد الرحمن بن مسلم الخراساني, Abū Muslim Abd ar-Raḥmān b. Muslim al-Ḫurāsānī), més conegut senzillament com a Abu-Múslim (Merv o prop d'Esfahan, 718/719 o entre 723 i 727 - Madain, febrer de 755), fou el cap de la revolució abbàssida al Khurasan.

## Origen i nom
Segons l'Encyclopædia Iranica, «les fonts difereixen pel que fa al seu nom original i al seu origen. Alguns el fan descendent de Gōdarz i del visir Bozorgmehr i l'anomenen Ebrāhīm; alguns l'anomenen Behzādān, fill de Vendād Hormoz (persa:  بهزادان پور ونداد هرمزد); i altres el relacionen amb els abbàssides o amb els alides. Tots aquests suggeriments són dubtosos». Probablement era d'origen persa, i hauria nascut a Merv o prop d'Esfahan. Es desconeix la data exacta, ja sigui el 718 o 719 o en algun moment entre el 723 i el 727.

## Primers anys
Era probablement un esclau persa que estava al servei dels banu idjl a Kufa; va entrar en contacte amb els xiïtes i el 737 era un dels adeptes del ghali Al-Mughira ibn Saïd; el 741/742 estava empresonat i fou alliberat pels mukaba abbàssides del Khurasan de pelegrinatge a la Meca; presentat a l'imam Ibrahim ibn Muhammad, aquest el va instruir i el va enviar el 745/746 al Khurasan amb l'orde de dirigir una revolució.

## La revolució Abbàssida
Al Khurasan es va trobar amb l'hostilitat dels caps locals, sobretot de Sulayman ben Kathir, que va poder superar, i va recollir els fruits de la propaganda abbàssida dels darrers anys. El 15 de juny del 747 va desplegar públicament les banderes negres dels abbàssides; molta gent se li va unir a Sefidandj; llavors va escriure al governador Nasr ibn Sayyar exigint la seva submissió; aquest va respondre enviant una força que Abu Muslim va derrotar el que va augmentar el seu prestigi. Va romandre 42 dies a Sefidanj i llavors se'n va anar a Makwan prop de Merv. Nasr, atrapat entre Abu Muslim i el cap dels iemenites Kermani (i després el seu fill Ali ibn Kermani) va demanar reforços al califa. Va provar d'unir a les tribus àrabs, però Abu Muslim ho va impedir i Nasr va entrar altre cop en conflicte amb els iemenites i els dos bàndols van demanar l'ajut d'Abu Muslim que va escollir als iemenites. Mentre la seva revolució es consolidava amb la presa d'Herat, Balkh, Abiward i Nasa; quan va estar reunir els iemenites va atacar Merv la capital del governador Nasr i junt amb Ali al-Kermani la va conquerir el desembre del 747 o potser ja el gener del 748; vint-i-quatre dels oficials de Nasr foren executats però el governador va poder fugir a Sarakhs, i després a Tus i a Nixapur.
Abu Muslim va derrotar llavors a Shayban Ḵharedji, que s'havia aixecat (747) reclamat el califat, però fou derrotat (748). També va sufocar una revolta a Balkh; amb ajut del seu mateix comandant Abu Daud, Ali al-Kermani i el seu germà Uthman al-Kermani, caps dels iemenites, foren eliminats.
Nasr va reunir un exèrcit de 30.000 homes però fou derrotat pel general d'Abu Muslim, Qàhtaba ibn Xabib; el fill de Nasr, Tamim, va morir a la lluita i els omeies van tenir moltes baixes. Kahtaba va entrar a Nixapur i Nasr va fugir a Kumis. Dos mesos després Kahtaba era a Gurgan i s'enfrontava als reforços enviats pel governador d'Iraq; l'exèrcit omeia, tot i ser superior, fou derrotat i Kahtaba va entrar al Gurgan; a la ciutat de Gurgan es va fer una massacre al sospitar-se que es volia revoltar. Nasr, fugitiu, va morir a Sava el 748 i els àrabs i altres suports de la dinastia es van retirar cap a Hamadan. El fill de Kahtaba, Hasan va ocupar Rayy i Hamadan i va assetjar Nihawand. Kahtaba va derrotar una nova força important dels omeies a Esfahan on va fer molt de botí (març del 749). Nihawand es va rendir al cap de tres mesos.
Abu Muslim va ordenar a Kahtaba enviar una força sota Abu Awn Abd al-Malik ibn Yazid al-Khurasani al nord d'Iraq on va derrotar Abd Allah ibn Marwan (juliol/agost del 749). Marwan II va reunir les forces de Síria, Mossul i Djazira i va avançar lentament i quatre mesos després es va trobar amb els rebels al Gran Zab. Mentre Kahtaba va entrar a l'Iraq per Kermansah i Hulwand i li va sortir a l'encontre Ibn Hubayra, governador d'Iraq en direcció a Djalula. L'exèrcit rebel va avançar per l'Eufrates i es va traslladar a Kufa, amb Kahtaba a la riba occidental i Ibn Hubayra a l'oriental; en la batalla Kahtaba va triomfar però va perdre la vida (27 d'agost del 749) i el va succeir el seu fill Hasan ibn Kahtaba. A Kufa es va revoltar el cap iemenita, Khalid ibn Abd Allah al-Kasri, i es va apoderar del palau de govern, derrotant a la guarnició omeia, i prengué el control de la ciutat a la que va cridar a Hasan. Abu Salama Kallal, cap abbàssida local, va sortir del seu amagatall i va assolir el govern de la ciutat.
Poc abans Marwan II va ordenar matar l'imam Ibrahim; els seus germans, Abu l-Abbas Abd Allah i Abu Djafar Mansur, van fugir a Kufa on foren acollits durant 40 dies per Abu Salama. Aquest havia planejat amb Ibrahim proclamar califa a un descendent d'Alí ibn Abi Tàlib, però això es va frustrar quan Abu-l-Abbas fou proclamat califa amb el nom d'as-Saffah (28 de novembre de 749) i Abu Salama li va jurar lleialtat i fou nomenat visir. Marwan perseguit fins a Egipte fou finalment mort el 6 d'agost del 750.

## Govern del Khurasan i mort
Assolit el poder pels abbàssides el 750, Abu Muslim va restar com a governador al Khurasan. Vers el 751 va reprimir la revolta ismaïlita a Bukharà dirigida per Sharik ibn Shaykh al-Mahri i va enviar a Abu Dawud Khalid ibn Ibrahim en expedició cap a l'orient el mateix any on va ocupar la ciutat de Kash.
Quan Abu Salama fou sospitós, el califa va dubtar en eliminar-lo per por del suport que li pogués donar Abu Muslim, i va enviar el seu germà Abu Djafar Mansur a sondejar al governador de Khurasan; aquest no solament va donar l'aprovació sinó que va enviar el seu esclau Marar ibn Anas per complir l'execució. Durant l'estada de Mansur al Khurasan Abu Muslim va fer executar a Sulayman ibn Katir sense consultar (751) i el príncep va tornar a Kufa amb un cert temor del poder del governador.
Abu Muslim va enviar a Muhammad ibn al-Ashath a Fars per deposar els oficials nomenats per Abu Salama. Al-Saffah va donar el govern de Fars al seu oncle Isa ibn Ali, però quan va arribar, Muhammad ibn al-Ashath, que no tenia ordes d'Abu Muslim, va refusar reconèixer-lo i per poc no el va fer executar.
El 753/754 va demanar permís al califa per fer el pelegrinatge a la Meca. El califa li va donar permís però li va recomanar entrar a l'Iraq amb només 50 homes; Abu Muslim va entrar amb 1000 homes i 8000 els va fer passar davant; Abu Muslim s'amoïnava per la seva seguretat mentre el califa s'amoïnava per la força d'Abu Muslim. Tot i així el governador va rebre tota mena d'honors i va rebre el permís per continuar el pelegrinatge. El califa no va escoltar al seu germà Mansur que li recomanava matar Abu Muslim llavors mateix, però va nomenar Mansur com Amir al-Hadjdj (dirigent de la peregrinació). La popularitat i generositat d'Abu Muslim fou un gran contrast amb l'avarícia i la manca de suport de Mansur.
Al-Saffah va morir a al-Anbar el 754 i Mansur el va succeir. Llavors estaven de retorn de la peregrinació i Abu Muslim va jurar lleialtat a Mansur al que va acompanyar a Kufa. L'oncle del nou califa, Abd Allah ben Ali, es va revoltar, i Abu Muslim fou enviat a reprimir la revolta quan les tropes rebels estaven a la vora del triomf, però Abu Muslim els va derrotar i sotmetre (754/755). Mansur va concedir al seu oncle rebel la vida però després el va fer matar. Això va molestar a Abu Muslim; després el califa va enviar a un agent per inventariar el botí fet per Abu Muslim a la victòria; després el va nomenar governador d'Egipte i Síria i Abu Muslim va desobeir i se'n va anar cap al Khurasan. Va seguir una correspondència en la qual Mansur va amenaçar a Abu Muslim amb la mort. Després d'aquesta amenaça Abu Muslim va dubtar. El seu lloctinent havia alçat la veu (per instigació del mateix califa) i Abu Muslim li va ordenar obeir. Va enviar a un home de confiança, Abu Ishak, a parlar amb el califa, però l'enviat fou subornat amb la promesa del govern de Khurasan i en tornar va aconsellar a Abu Muslim d'anar a la cort i demanar perdó que li seria concedit doncs era molt apreciat.
Finalment Abu Muslim es va decidir a marxar a Kufa. Va sortir de Rayy en direcció a Iraq i a l'entrada a la ciutat fou saludat per enviats del califa. Quan Abu Muslim es va acostar al palau cinc sicaris que ja estaven preparats el van agafar i li van privar de la seva arma. El califa va sortir i li va començar a llegir un memorial de greuges i quan Abu Muslim va recordar els seus esforços per posar al tron a la dinastia el califa va ordenar la seva mort als sicaris el 13 de febrer del 755) als 37 anys. El seu cos mutilat fou llançat al Tigris.
No està aclarida la causa final de les diferències amb la dinastia; uns pensen que era simplement pel gran poder i prestigi que tenia; altres que era per diferències religioses que en el fons serien també polítiques.